# رسلان مالينوفسكي
رسلان فولودميروفيتش مالينوفسكي (بالأوكرانية: Руслан Володимирович Маліновський) هو لاعب كرة قدم أوكراني في مركز الوسط ولد في يوم 4 مايو 1993 في مدينة جيتومير في أوكرانيا. يلعب حالياً مع نادي أتالانتا وسبق له اللعب مع نادي شاختار دونيتسك ونادي سيفاستوبول ونادي زوريا لوهانسك ونادي جينك. بدأ باللعب مع منتخب أوكرانيا لكرة القدم منذ سنة 2015.

## روابط خارجية
- رسلان مالينوفسكي على موقع الاتحاد الدولي (مؤرشف)  (الإنجليزية)
- رسلان مالينوفسكي على موقع الاتحاد الأوربي (الإنجليزية)
- رسلان مالينوفسكي على موقع اتحاد أوكرانيا (الإنجليزية)
- رسلان مالينوفسكي على موقع إي إس بي إن إف سي (الإنجليزية)
- رسلان مالينوفسكي على موقع قاعدة بيانات كرة القدم.إي يو (الإنجليزية)
- رسلان مالينوفسكي على موقع ليكيب (الفرنسية)
- رسلان مالينوفسكي على موقع ناشيونال فوتبول تيمز (الإنجليزية)
- رسلان مالينوفسكي على موقع Soccerbase.com (لاعب) (الإنجليزية)
- رسلان مالينوفسكي على موقع Soccerway.com (الإنجليزية)
- رسلان مالينوفسكي على موقع عالم كرة القدم.نت (الإنجليزية)